# Blacy (Marne)
Pour les articles homonymes, voir Blacy.
Blacy est une commune française, située dans le département de la Marne en région Grand Est.

## Géographie
La commune de Blacy se trouve dans les grandes plaines céréalières de la Champagne crayeuse, à quelques kilomètres de Vitry-le-François et à environ 30 km au sud de Châlons-en-Champagne. Le village a été construit aux alentours du cours d'eau nommé la Guenelle, qui se jette dans la Marne. En plus du village, la commune regroupe plusieurs fermes comme les Noues, la Cense de Blacy ou la Perrière, ainsi qu'un quartier à l'entrée de Vitry-le-François, les Indes.
| Maisons-en-Champagne | Loisy-sur-Marne | Vitry-en-Perthois |
|                      | Blacy           | Vitry-le-François |
| Sompuis              | Glannes         | Frignicourt       |

### Hydrographie
La commune est dans la région hydrographique « la Seine de sa source au confluent de l'Oise (exclu) » au sein du bassin Seine-Normandie. Elle est drainée par la Marne, la Guenelle, le cours d'eau 01 des Epinottes, le cours d'eau 01 du Mont Berjon et le cours d'eau 01 du Pré Payen,.
La Marne  prend sa source sur le plateau de Langres, dans la commune de Saints-Geosmes (Haute-Marne) et se jette dans la Seine entre Charenton-le-Pont et Alfortville (Val-de-Marne) dans le quartier de Conflans-l'Archevêque. Les caractéristiques hydrologiques de la Marne sont données par la station hydrologique située sur la commune de Blacy. Le débit moyen mensuel est de 42,2 m3/s. Le débit moyen journalier maximum est de 381 m3/s, atteint lors de la crue du 12 avril 1983. Le débit instantané maximal est quant à lui de 448 m3/s, atteint le même jour.
La Guenelle, d'une longueur de 30 km, prend sa source dans la commune de Glannes et se jette  dans la Marne à Mairy-sur-Marne, après avoir traversé onze communes. 

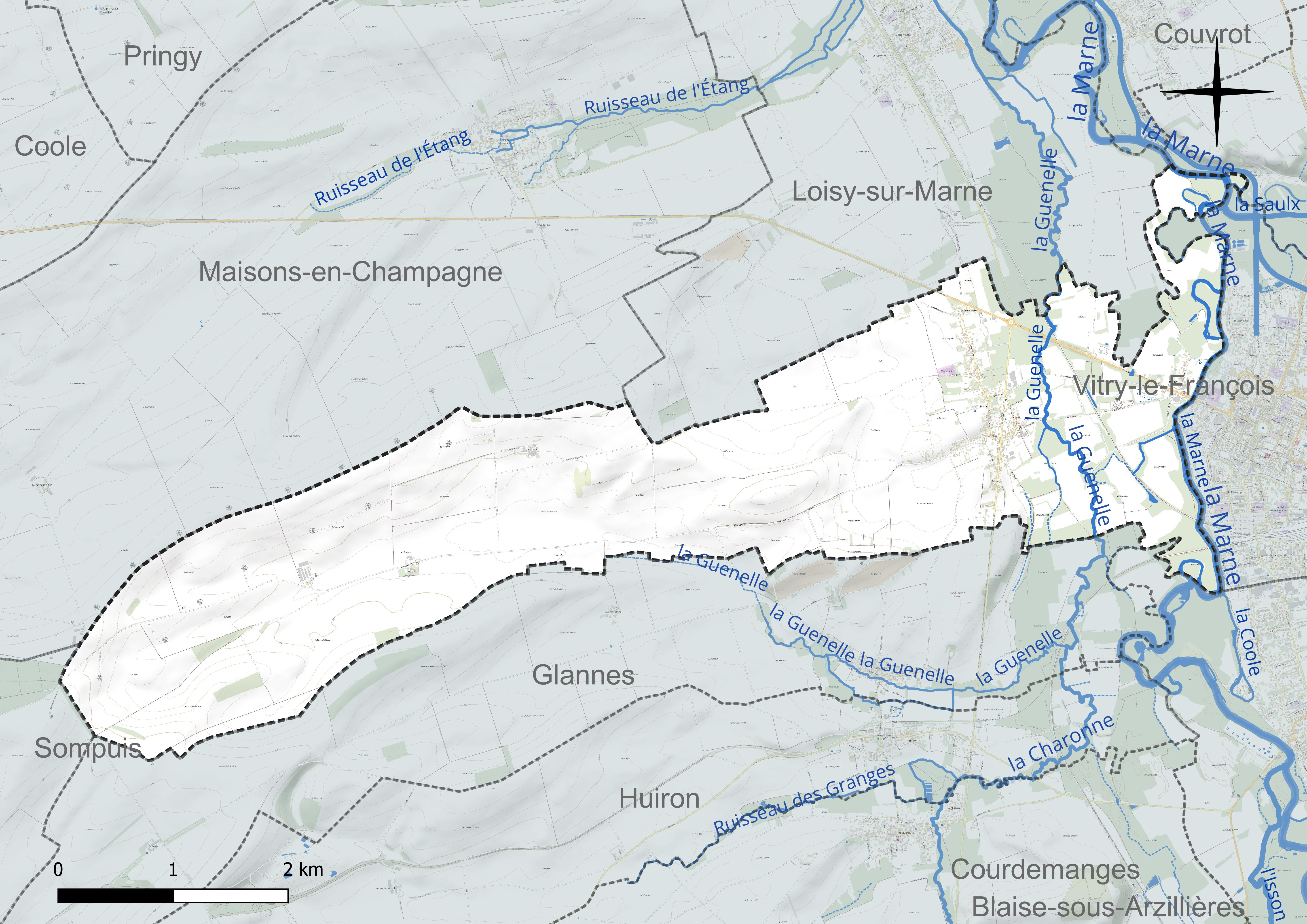
Réseau hydrographique de Blacy.

### Climat
Pour des articles plus généraux, voir Climat du Grand Est et Climat de la Marne.
En 2010, le climat de la commune est de type climat océanique dégradé des plaines du Centre et du Nord, selon une étude du Centre national de la recherche scientifique s'appuyant sur une série de données couvrant la période 1971-2000. En 2020, Météo-France publie une typologie des climats de la France métropolitaine dans laquelle la commune est exposée à un climat océanique altéré et est dans la région climatique  Nord-est du bassin Parisien, caractérisée par un ensoleillement médiocre, une pluviométrie moyenne régulièrement répartie au cours de l’année et un hiver froid (3 °C). 
Pour la période 1971-2000, la température annuelle moyenne est de 10,5 °C, avec une amplitude thermique annuelle de 15,9 °C. Le cumul annuel moyen de précipitations est de 712 mm, avec 11,7 jours de précipitations en janvier et 8,1 jours en juillet. Pour la période 1991-2020, la température moyenne annuelle observée sur la station météorologique de Météo-France la plus proche, « Frignicourt », sur la commune de Frignicourt à 4 km à vol d'oiseau, est de 11,5 °C et le cumul annuel moyen de précipitations est de 694,6 mm. 
La température maximale relevée sur cette station est de 41,7 °C, atteinte le 25 juillet 2019 ; la température minimale est de −22 °C, atteinte le 9 janvier 1985,,. 
Les paramètres climatiques de la commune ont été estimés pour le milieu du siècle (2041-2070) selon différents scénarios d'émission de gaz à effet de serre à partir des nouvelles projections climatiques de référence DRIAS-2020. Ils sont consultables sur un site dédié publié par Météo-France en novembre 2022.

## Urbanisme

### Typologie
Au 1er janvier 2024, Blacy est catégorisée commune rurale à habitat dispersé, selon la nouvelle grille communale de densité à sept niveaux définie par l'Insee en 2022.
Elle est située hors unité urbaine. Par ailleurs la commune fait partie de l'aire d'attraction de Vitry-le-François, dont elle est une commune de la couronne,. Cette aire, qui regroupe 73 communes, est catégorisée dans les aires de moins de 50 000 habitants,.

### Occupation des sols
L'occupation des sols de la commune, telle qu'elle ressort de la base de données européenne d’occupation biophysique des sols Corine Land Cover (CLC), est marquée par l'importance des territoires agricoles (85,7 % en 2018), en diminution par rapport à 1990 (88,2 %). La répartition détaillée en 2018 est la suivante : 
terres arables (80,5 %), forêts (7,7 %), zones urbanisées (5,2 %), zones agricoles hétérogènes (2,8 %), prairies (2,3 %), milieux à végétation arbustive et/ou herbacée (1,5 %), cultures permanentes (0,1 %). L'évolution de l’occupation des sols de la commune et de ses infrastructures peut être observée sur les différentes représentations cartographiques du territoire : la carte de Cassini (XVIIIe siècle), la carte d'état-major (1820-1866) et les cartes ou photos aériennes de l'IGN pour la période actuelle (1950 à aujourd'hui).

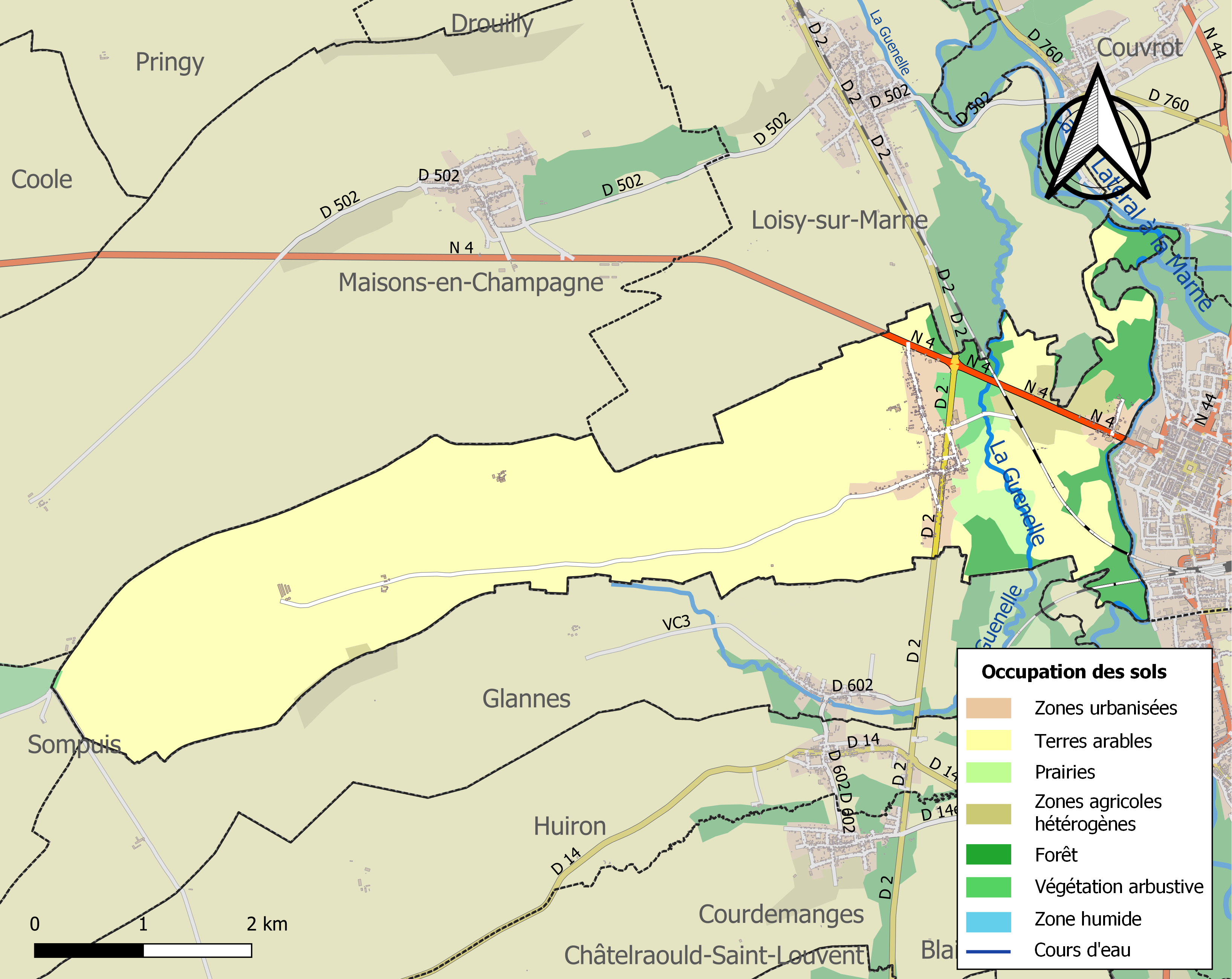
Carte des infrastructures et de l'occupation des sols de la commune en 2018 (CLC).

## Toponymie
Le nom de la localité est attesté sous les formes Blaceium (1117) ; Blasci (vers 1117) ; Blaceyum (1135) ; Balceium (1153-1161) ; Blacé (vers 1185) ; Blaci (1188) ; Blacci (vers 1222) ; Blacei (vers 1252) ; Bloissi (vers 1274) ; Blasceium (1275) ; Blacey (1312) ; Blacy (1379) ; Blacy-en-Champaigne (1461) ; Blassey (1462) ; Blassy (1530).

## Politique et administration

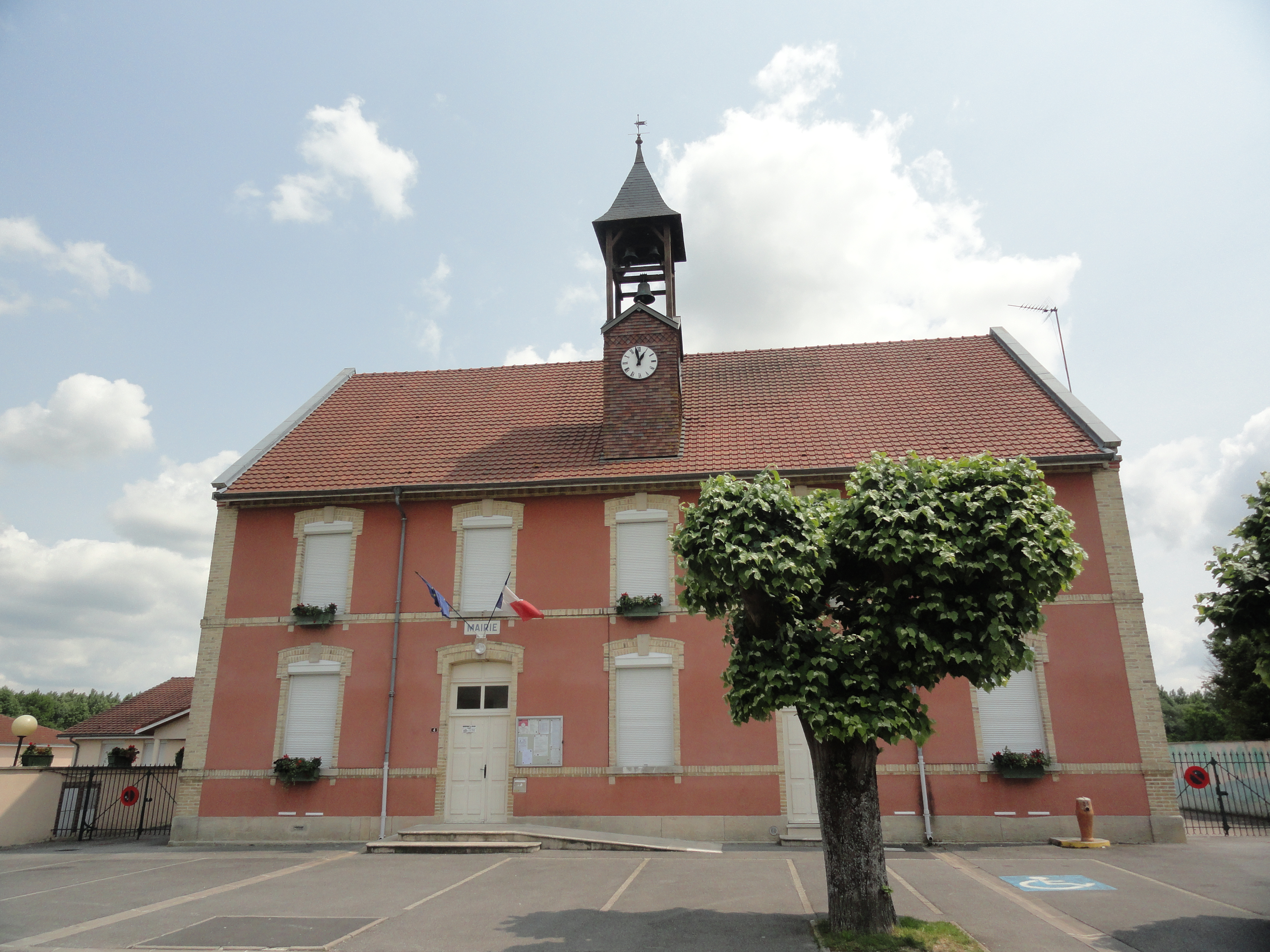
La mairie.

| Période                                  | Période                      | Identité        | Étiquette | Qualité                        |
| ---------------------------------------- | ---------------------------- | --------------- | --------- | ------------------------------ |
| Les données manquantes sont à compléter. |                              |                 |           |                                |
| 1995                                     | 2008                         | Solange Houget  |           |                                |
| 2008                                     | En cours (au 4 juillet 2014) | Daniel Fontaine | SE        | Réélu pour le mandat 2014-2020 |

## Démographie
Les habitants de la commune sont les Blacyats et les Blacyates.
L'évolution du nombre d'habitants est connue à travers les recensements de la population effectués dans la commune depuis 1793. Pour les communes de moins de 10 000 habitants, une enquête de recensement portant sur toute la population est réalisée tous les cinq ans, les populations de référence des années intermédiaires étant quant à elles estimées par interpolation ou extrapolation. Pour la commune, le premier recensement exhaustif entrant dans le cadre du nouveau dispositif a été réalisé en 2004.

En 2022, la commune comptait 618 habitants, en évolution de −7,76 % par rapport à 2016 (Marne : −1,19 %, France hors Mayotte : +2,11 %).
| 1793 | 1800 | 1806 | 1821 | 1831 | 1836 | 1841 | 1846 | 1851 |
| ---- | ---- | ---- | ---- | ---- | ---- | ---- | ---- | ---- |
| 348  | 405  | 416  | 405  | 410  | 461  | 508  | 528  | 570  |

| 1856 | 1861 | 1866 | 1872 | 1876 | 1881 | 1886 | 1891 | 1896 |
| ---- | ---- | ---- | ---- | ---- | ---- | ---- | ---- | ---- |
| 529  | 574  | 597  | 591  | 581  | 536  | 518  | 504  | 545  |

| 1901 | 1906 | 1911 | 1921 | 1926 | 1931 | 1936 | 1946 | 1954 |
| ---- | ---- | ---- | ---- | ---- | ---- | ---- | ---- | ---- |
| 542  | 521  | 484  | 480  | 444  | 467  | 434  | 582  | 565  |

| 1962 | 1968 | 1975 | 1982 | 1990 | 1999 | 2004 | 2006 | 2009 |
| ---- | ---- | ---- | ---- | ---- | ---- | ---- | ---- | ---- |
| 576  | 670  | 656  | 588  | 617  | 581  | 609  | 643  | 666  |

| 2014 | 2019 | 2022 | - | - | - | - | - | - |
| ---- | ---- | ---- | - | - | - | - | - | - |
| 664  | 632  | 618  | - | - | - | - | - | - |

## Économie
De par sa proximité avec Vitry-le-François, peu de gens travaillent dans la commune. On y trouve cependant une boulangerie et quelques grandes exploitations céréalières.

Certaines parcelles agricoles de la commune, située entre Glannes et Bassuet, pourraient prochainement entrer dans la zone de production du champagne (AOC).

## Culture locale et patrimoine

### Lieux et monuments
L'église de Blacy est dédiée à saint Martin. Elle fait partie de la paroisse « Bienheureux Charles de Foucauld de Vitry-le-François », dans le diocèse de Châlons-en-Champagne. L'autel, ses gradins et son tabernacle en bois et en marbre, datant du XVIIIe siècle, sont classés monument historique. La façade sud porte deux cadrans solaires ; l'un portant l'inscription Necies qua hora veniam ad te et sur l'autre 1702 Par Monvalon. On trouve de nombreuses gravures sur les façades occidentale et sud dans les moellons de calcaire.
Le monument aux morts de la Première Guerre mondiale remonte aux années 1920. Il s'agit d'une obélisque en calcaire dominée par un coq. Le monument a été réalisé par Georges Veilliard. À proximité, on trouve un autre monument aux morts, en mémoire de membres des Forces françaises de l'intérieur.

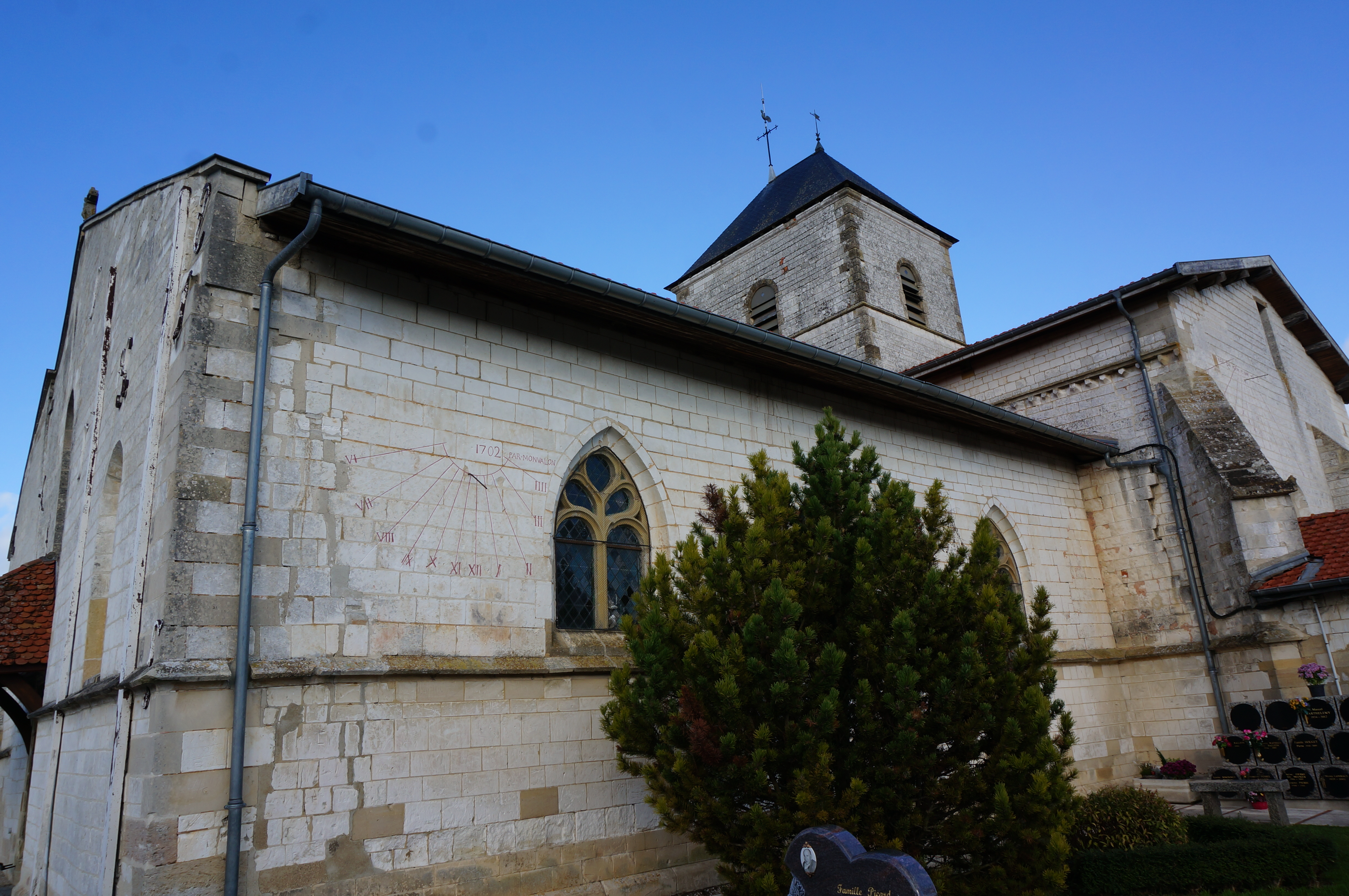
Deux cadrans solaires.
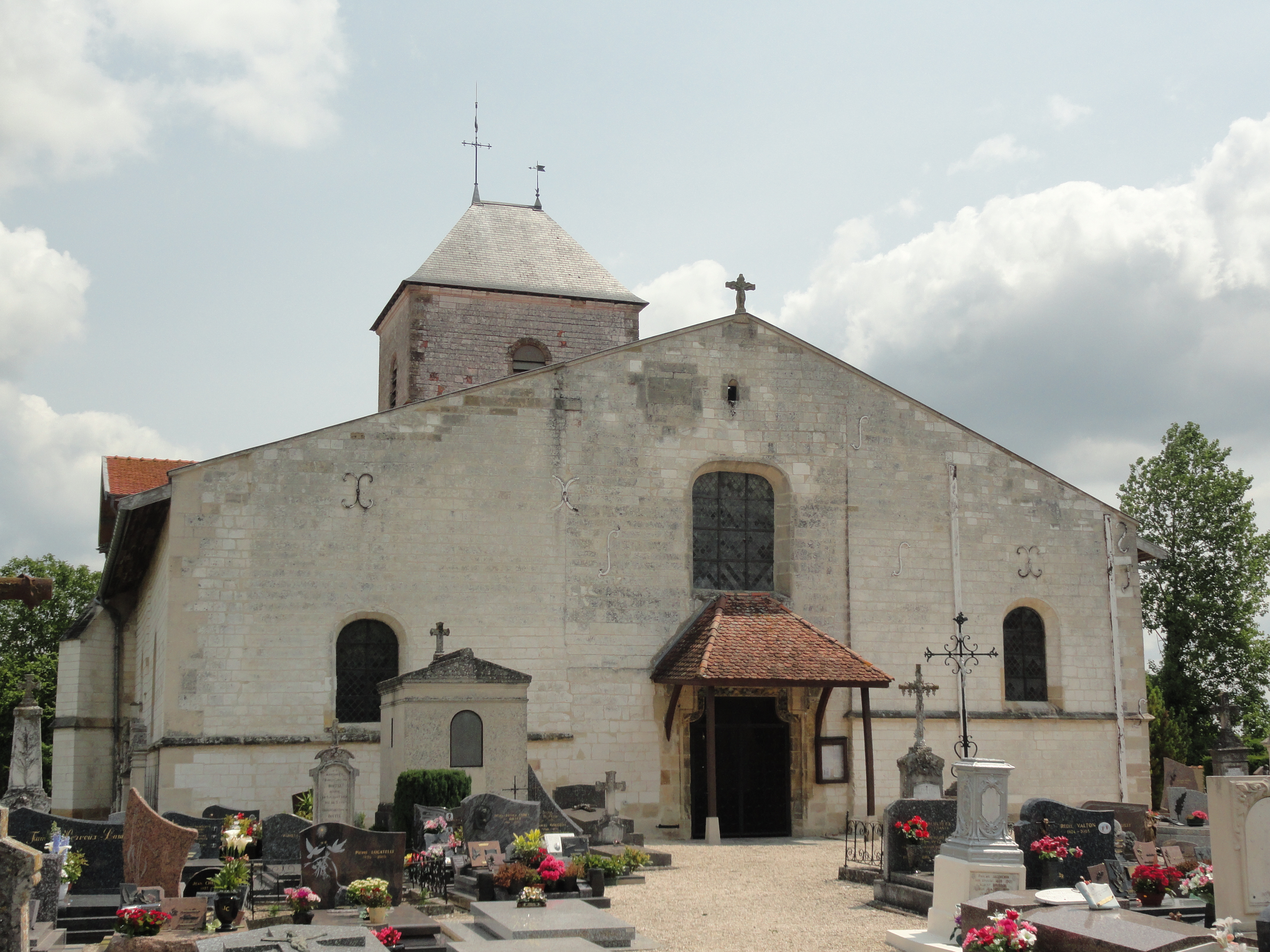
L'église Saint-Martin.
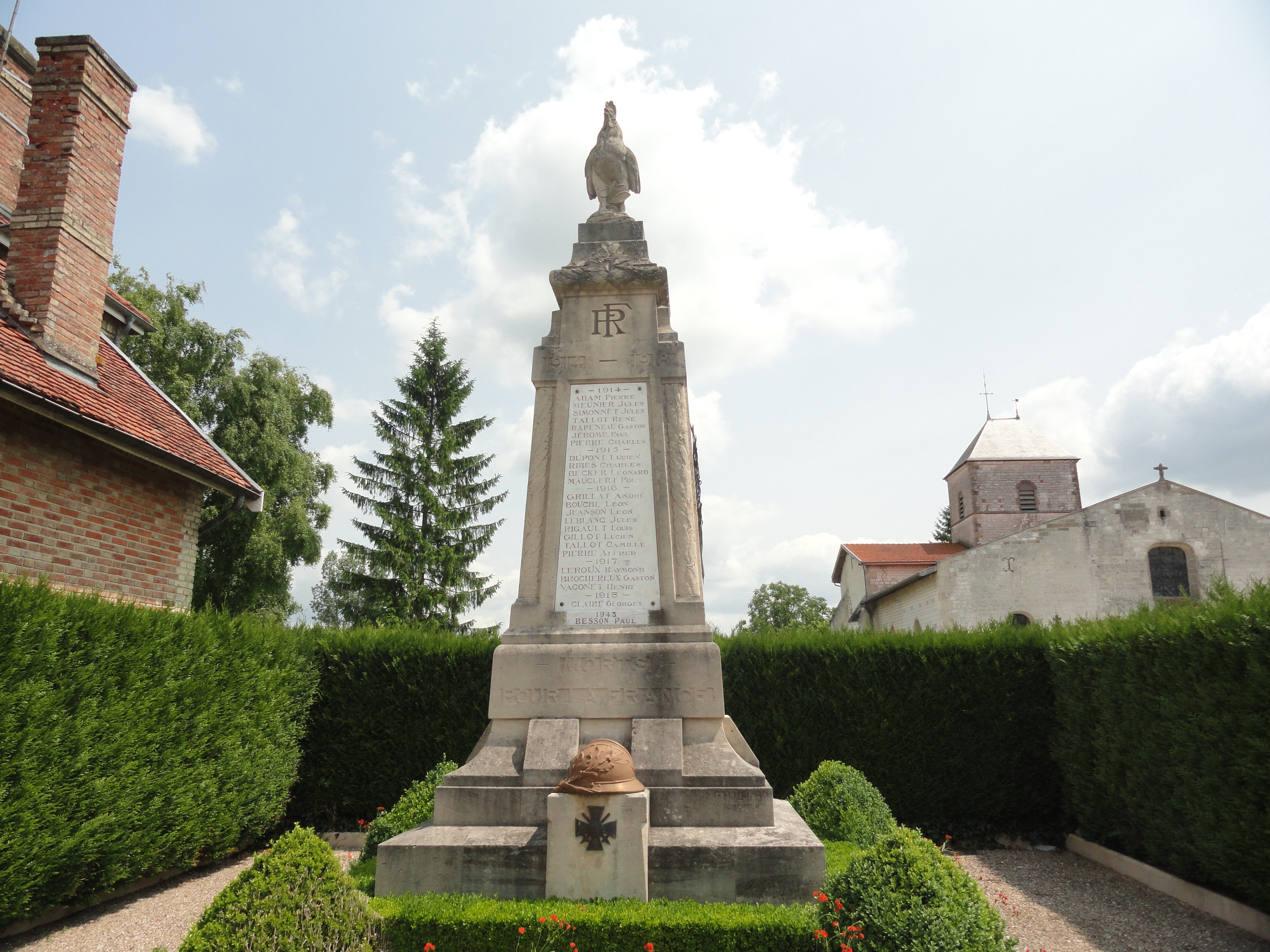
Le monument de 1914-1918.
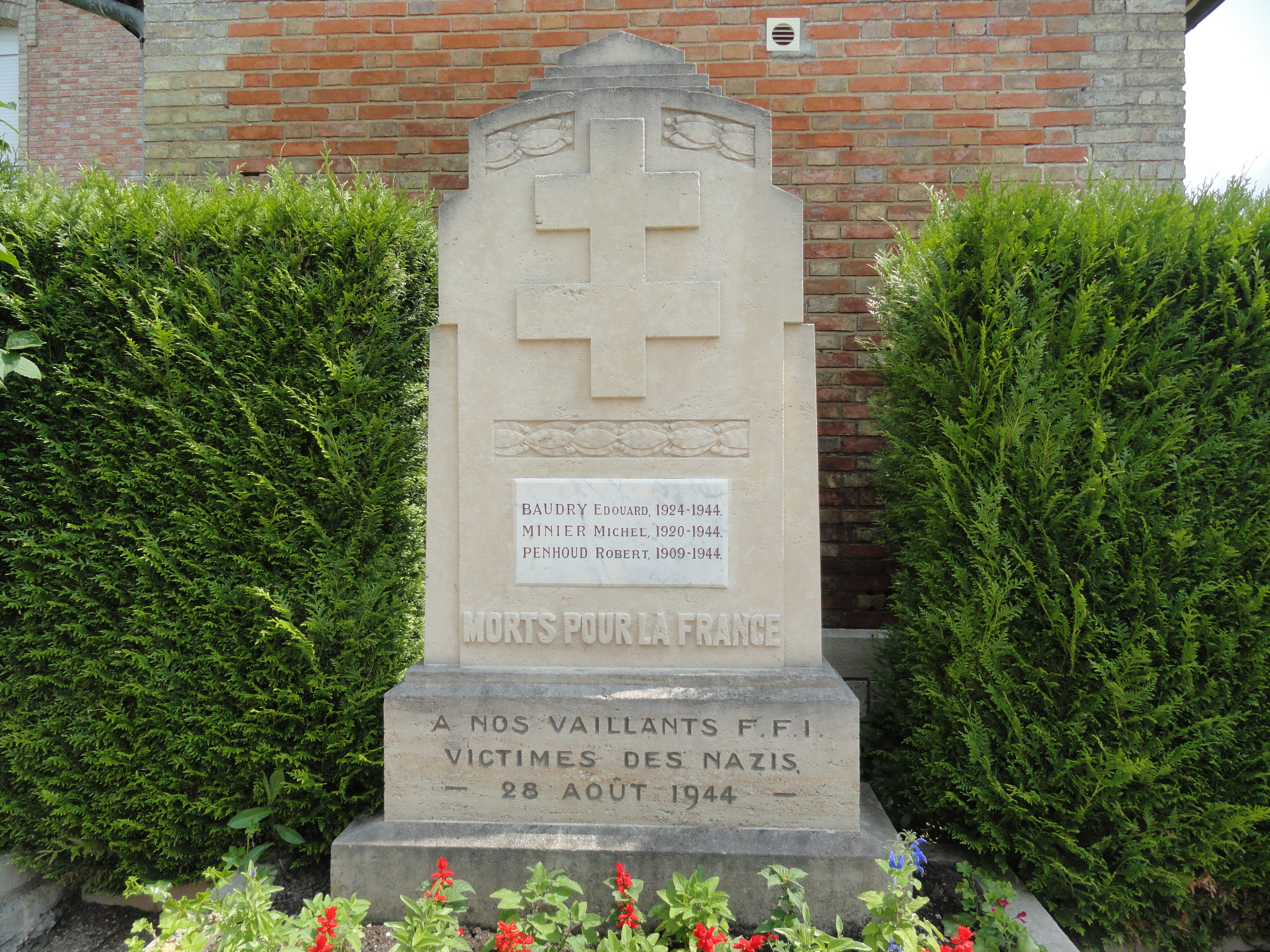
Le monument de 1944.

### Personnalités liées à la commune
- Jean Morel, curé de Blacy qui lors de la grande Jacquerie dut sous la contrainte suivre les Jacques sur la commune de Saint-Vrain pour une assemblée générale. Arrivé sur les lieux, et pour ne pas risquer sa vie, il fit danser les Jacques. Cependant de retour sur sa commune, la présence du curé au camp des Jacques et ses démonstrations de bienveillance pour leur cause, n'empêchèrent pas ceux de ses paroissiens qui étaient restés à Cybla de s'emparer de ses grains et les nobles de confisquer ses biens à la fin des troubles[30].

### Héraldique
| Blason de Blacy | Blason  | D'azur ; au chef coupé au 1er d'argent à l'inscription «BLACY» de sable et au 2e d'or à quatre losanges de gueules rangés deux à deux en fasce sur chaque flanc ; au chevron réduit d'or brochant sur le tout accompagné en pointe d'un écusson d'argent chargé d'un éléphant de gueules brochant sur un palmier de sinople. |
| Blason de Blacy | Détails | Le statut officiel du blason reste à déterminer. |